# Brestov Dol
Brestov Dol (cyr. Брестов Дол) – wieś w Serbii, w okręgu pirockim, w gminie Babušnica. W 2011 roku liczyła 15 mieszkańców.